# نینستینتس
نینستینتس (به انگلیسی: Ninstints) یک روستا و محوطه باستانی در کانادا است که در Skeena-Queen Charlotte Regional District واقع شده‌است.